# Stefanos Koundouriotis
Stefanos Koundouriotis (griechisch Στέφανος Κουντουριώτης; Lebensdaten unbekannt) war ein griechischer Stabhochspringer.
Bei den Olympischen Zwischenspielen 1906 in Athen wurde er Fünfter und bei den Olympischen Spielen 1908 in London Neunter.
Seine persönliche Bestleistung von 3,40 m stellte er 1908 auf.